# Davide Carta
Davide Carta (15 juni 1972, Turijn) is een voormalig Italiaanse langebaanschaatser. Davide Carta stond bekend als een sprinter, maar nam desondanks regelmatig deel aan allroundkampioenschappen. Bij allroundkampioenschappen wist de Italiaan meermaals een zilveren medaille te winnen op de 500m. Door zijn zwakke lange afstanden, wist Davide Carta nooit een eindklassering in de top 10 te behalen. Als sprinter kwam Davide Carta te kort tegen de internationale toppers van de sprint.

## Records

### Persoonlijke records
| Afstand      | Tijd     | Datum            | Baan           |
| ------------ | -------- | ---------------- | -------------- |
| 500 meter    | 35,44    | 10 maart 2001    | Salt Lake City |
| 1000 meter   | 1.09,81  | 16 februari 2002 | Salt Lake City |
| 1500 meter   | 1.52,44  | 12 februari 1998 | Nagano         |
| 3000 meter   | 4.14,94  | 5 maart 1995     | Inzell         |
| 5000 meter   | 7.08,36  | 7 januari 1994   | Hamar          |
| 10.000 meter | 15.14,27 | 21 januari 1996  | Heerenveen     |

## Resultaten
| Jaar | EK Allround             | WK Allround            | WK Sprint                | WK Afstanden                 | Olympische Spelen            |
| ---- | ----------------------- | ---------------------- | ------------------------ | ---------------------------- | ---------------------------- |
| 1993 | NC18 (7e, 24e, 18e, -)  | NC19 (8e, 34e, 18e, -) |                          |                              |                              |
| 1994 | NC17 · (, 24e, 17e, -)  |                        |                          |                              | 32e 500m 38e 1000m 34e 1500m |
| 1995 | DQ · (, 18e, 14e, DQ)   | NC21 · (, 33e, 18e, -) |                          |                              |                              |
| 1996 | 11e · (, 22e, 10e, 11e) | NC14 (5e, 27e, 14e, -) | 23e (26e, 29e, 29e, 21e) |                              |                              |
| 1997 | 12e · (, 23e, 18e, 12e) | NC28 (6e, 33e, 29e, -) | 23e (20e, 24e, 23e, 25e) |                              |                              |
| 1998 |                         |                        |                          | DQ 500m                      | 30e 500m 14e 1000m 23e 1500m |
|      |                         |                        |                          |                              |                              |
| 2001 |                         |                        |                          | 17e 500m 18e 1000m 18e 1500m |                              |
| 2002 |                         |                        | NS3 (22e, 33e, NS, -)    |                              | 23e 500m 26e 1000m           |

(#, #, #, #) = afstandspositie op sprinttoernooi (500m, 1000m, 500m, 1000m) of op allroundtoernooi (500m, 5000m, 1500m, 10.000m).
NC18 = niet gekwalificeerd voor de laatste afstand, maar wel als 18e geklasseerd in de eindrangschikking
NS=niet gestart op een bepaalde afstand